# San Giorgio Canavese
San Giorgio Canavese (San Giòrs Canavèis, o semplicemente San Giòrs, in piemontese) è un comune italiano di 2 495 abitanti del Canavese, della città metropolitana di Torino, in Piemonte. Nel comune, confinante con le Terre di Fruttuaria, si trovano una frazione, Cortereggio, e l'omonimo castello dei conti di Biandrate.

## Storia
Le sue origini sono legate alla presenza della curtis regia, una ripartizione amministrativa dell'epoca di Carlo Magno che individuava una porzione di territorio molto importante lungo il corso del torrente Orco, il cui ricordo sopravvive nel nome della frazione Cortereggio (probabile primo insediamento della zona). Il paese è governato per molti secoli dai Conti di Biandrate, (legati alla famiglia dei Valperga-Masino) tra conflitti e tregue: a metà del Trecento, con il rafforzarsi delle autonomie comunali, i conti concedono gli statuti, ma già verso la fine del secolo entrano in lite con la comunità e chiamano Amedeo VIII di Savoia come pacificatore. Nel 1518 il popolo si rivolta, attacca e saccheggia il castello, prima di passare definitivamente, nel 1631, sotto il dominio della Casa sabauda. L'Ottocento è il vero secolo dei lumi per San Giorgio che viene soprannominata "l'Atene del Canavese" per i molti personaggi di ingegno e cultura che hanno contribuito nei secoli a dare lustro a questo piccolo, ma importante centro.

### Simboli
Lo stemma è stato riconosciuto con DCG del 6 settembre 1928.
Nel XVII secolo lo stemma si presentava: D'azzurro alla figura di San Giorgio a cavallo atterrante il dragone, addestrata da quella di una fanciulla, il tutto d'argento. Motto: "Insidiis obstat virtus".
Il gonfalone è un drappo di bianco.

## Monumenti e luoghi d'interesse
- Chiesa Parrocchiale di Santa Maria Assunta
- Chiesa Rionale di Santa Marta, San Rocco e San Giovanni decollato
- Chiesa Rionale di San Felice, Santa Croce e santa Trinità
- Chiesa Rionale della Madonna Immacolata
- Cappella di Sant'Anna, sulla strada per Agliè
- Cappella di San Pietro
- Santuario di Misobolo
- Palazzo Comunale
- Villa Malfatti
- Villa Roletti
- Castello

## Società

### Evoluzione demografica
Abitanti censiti

## Cultura

### Museo Civico Nòssi Ràis

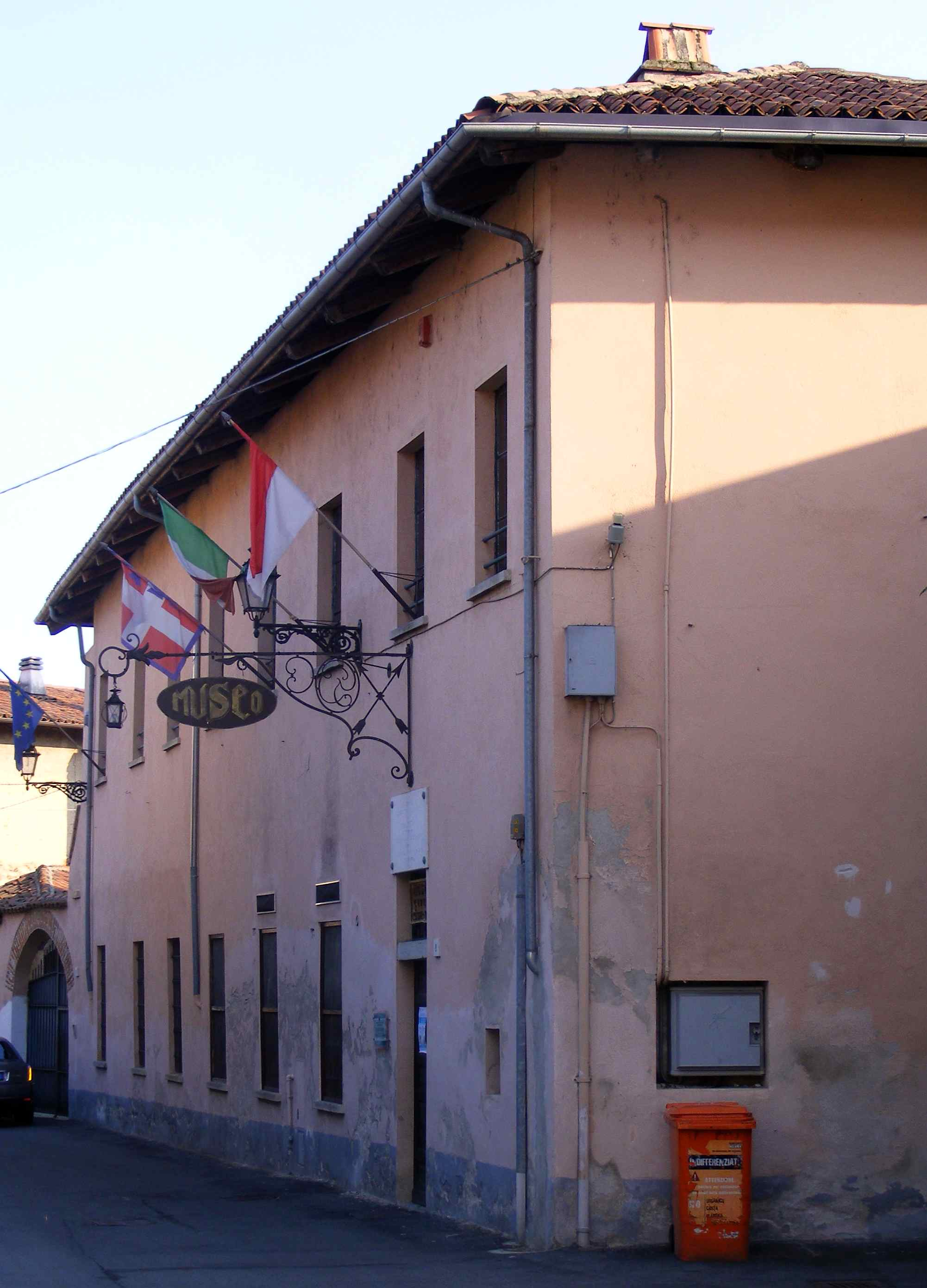
Il museo

Collocato nella casa natale dello storico Carlo Botta (1766-1837), il museo illustra la vita e le attività agricole e artigianali del passato a San Giorgio Canavese (da cui il nome “le nostre radici”) con strumenti di lavoro, ricostruzioni di ambienti e abbigliamento dell'epoca.
 È un'imponente raccolta di documenti della cultura materiale, tra i quali spiccano un curioso “raddrizza-corna” e due esemplari originali dell'ottocentesca macchina fonostenografica del sangiorgese Antonio Michela che, in versione aggiornata, è ancora oggi utilizzata nel parlamento italiano.
 Il museo aderisce al progetto "Rete Museale AMI"  che prevede una valorizzazione e promozione del patrimonio museale dell'Anfiteatro morenico d'Ivrea.

## Amministrazione

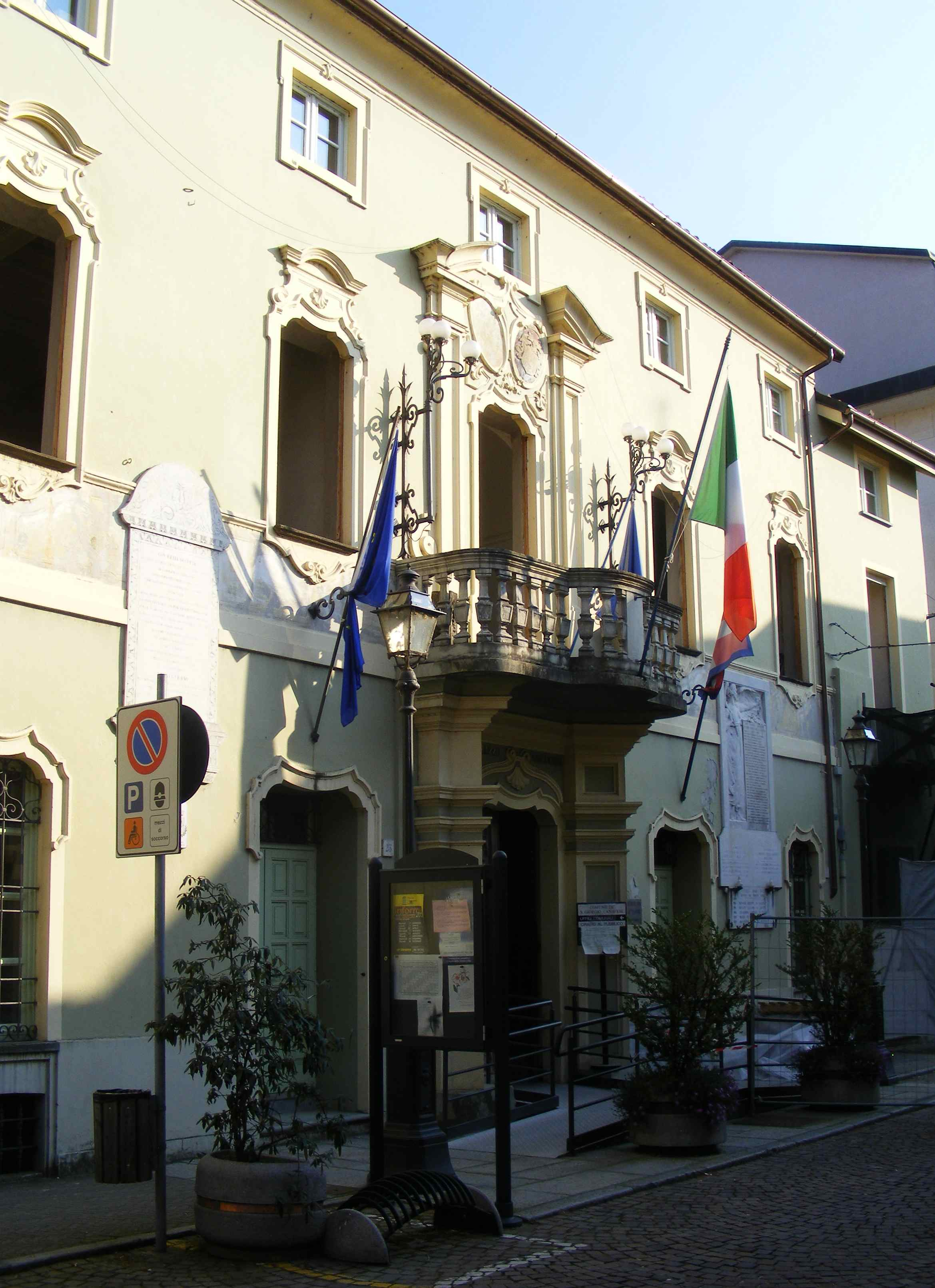
Il municipio

| Periodo | Periodo   | Primo cittadino    | Partito      | Carica  | Note       |
| ------- | --------- | ------------------ | ------------ | ------- | ---------- |
| 2004    | 2009      | Guido Massimo Arri | lista civica | Sindaco |            |
| 2009    | 2014      | Guido Massimo Arri | lista civica | Sindaco | II mandato |
| 2014    | 2024      | Andrea Zanusso     | lista civica | Sindaco |            |
| 2024    | in carica | Marco Baudino      | lista civica | Sindaco |            |

### Gemellaggi
San Giorgio Canavese dal 1998 è gemellato con:
- Campello sul Clitunno